# Chabertia (nématode)
Pour les articles homonymes, voir Chabertia.
Genre
Chabertia est un genre de nématodes de la famille des Strongylidae.

## Liste des espèces
Selon GBIF (28 mars 2023) :
- Chabertia erschowi Xiong & Kong, 1956
- Chabertia ovina Railliet & Henry, 1909

## Systématique
Le nom valide complet (avec auteur) de ce taxon est Chabertia Railliet & Henry, 1909.

## Étymologie
Le nom générique, Chabertia, a été donné en l'honneur de Philibert Chabert (1737-1814), vétérinaire français, professeur puis successivement directeur de l'École vétérinaire d'Alfort et inspecteur des Écoles vétérinaires.

## Publication originale
- Railliet A. et Henry A., 1909, « Sur la classification des Strongylidae. I. Metastrongylinae », Comptes rendus hebdomadaires des séances et mémoires de la Société de biologie, vol. 66, p. 85-88 (lire en ligne).